# Neo Motors
Pour les articles homonymes, voir Neo.
Neo Motors est un constructeur automobile marocain dont le siège est situé à Aïn El Aouda, dans la région de Rabat. Fondée en mai 2018 par Nassim Belkhayat et Mohamed Mehdi Bensaid, l’entreprise a dévoilé en mai 2023 un prototype de SUV lors d’une présentation au Roi Mohammed VI. 
Neo Motors est considérée comme la première entreprise automobile à capitaux majoritairement marocains. La société a commencé à livrer ses premiers modèles en décembre 2023.

## Histoire
Nassim Belkhayat a lancé un projet de fabrication de voitures entièrement marocaines en 2016,. La même année, un châssis basé sur la Jeep Willys de 1940 est développé et conçu pour Neo Motors,. Le projet s'est concrétisé en 2017, après que Stellantis a commencé la fabrication d'un moteur de voiture dans l'usine PSA de Kénitra,. La société a été enregistrée en mai 2018 et la conception de son châssis a été brevetée peu de temps après.
La construction de l’usine de production d’Aïn El Aouda a débuté en 2020. Un prototype de voiture a subi un crash test en 2022 et a ensuite été homologué par l'Agence nationale de la sécurité routière en février 2023,. En mai 2023, un prototype de SUV a été présenté au Palais Royal de Rabat, lors d'une vitrine de véhicules de fabrication marocaine au Roi Mohammed VI,. En juin 2023, un modèle a été présenté au salon GITEX Africa à Marrakech.
En novembre 2023, Belkhayat a exprimé une potentielle introduction en bourse à la Bourse de Casablanca comme objectif futur. En décembre 2023, l'entreprise a livré les premiers véhicules aux clients lors d'une cérémonie en présence du ministre de l'Industrie et du Commerce, Ryad Mezzour et où elle a annoncé l'extension de son usine d'Aïn El Aouda,.

## Opérations

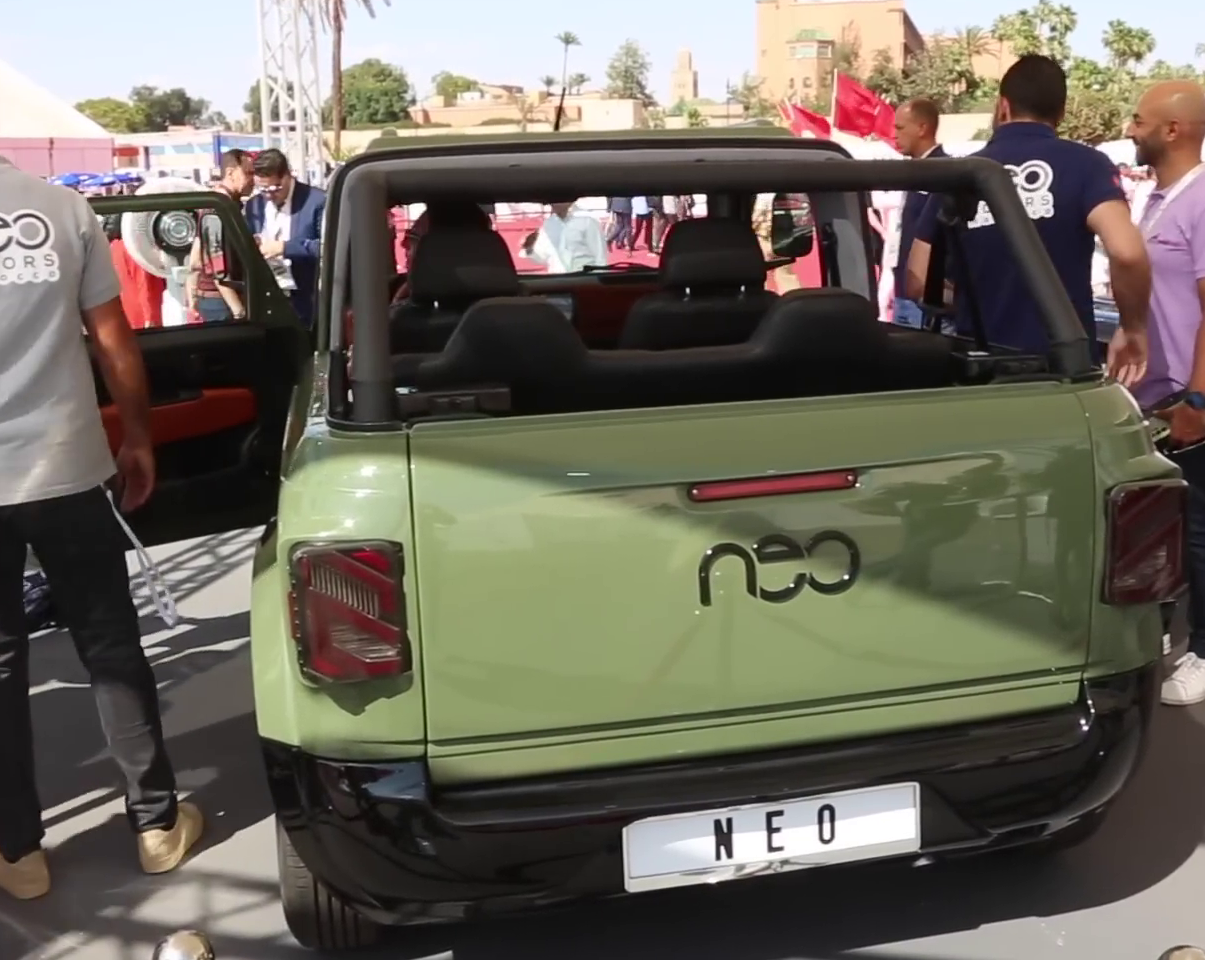
Un modèle Neo Motors présenté au GITEX Africa en 2023.

L'usine de production de Neo Motors est basée à Aïn El Aouda, près de Rabat, et compte actuellement plus de 50 salariés et une capacité de production de 5 000 unités,. L'objectif de l'entreprise est de fabriquer une voiture entièrement fabriquée au Maroc, avec un taux d'intégration de 65% et uniquement avec des pièces de fabrication marocaine ou via des fournisseurs marocains,,.
Le moteur est fabriqué à Kénitra par Stellantis, la tôlerie par Maghreb Steel à Casablanca, le métal est plié chez Technique Aciers avant d'être soudé par Socafix et la carrosserie est réalisée dans l'usine d'Aïn El Aouda de Neo Motors,. L'entreprise a signé une convention avec l'Office de la formation professionnelle et de la promotion du travail (OFPPT) pour proposer des formations dans le domaine de la construction automobile,.
Le premier modèle, un modèle à trois portes nommé NEO, est fabriqué en fibre de verre entièrement recyclable. Ce SUV compact, vendu 175 000 dirhams (17 400 US$) pour un moteur trois cylindres et 185 000 dirhams (18 400 US$) pour un moteur quatre cylindres PDSF. La voiture à transmission manuelle possède un châssis breveté basé sur la Jeep Willys de 1940 et un toit rigide rétractable,.